# Rodrigo Souto
Rodrigo Souto est un footballeur brésilien né le 9 février 1983 évoluant au poste de milieu de terrain, jouant aussi en beach soccer.
Son frère Sidney Ribeiro Souto est un joueur international de beach soccer.

## Biographie
Rodrigo Souto joue en équipe du Brésil des moins de 20 ans. Il remporte le Tournoi de Toulon en 2002 avec cette sélection.
Il atteint la finale de la Copa Libertadores avec l'Atlético Paranaense en 2005.

## Palmarès

### Football
- Brésil U-20
  - Vainqueur du Tournoi de Toulon en 2002

- Vasco da Gama :
  - Champion de l'État de Rio de Janeiro en 2003

- Atlético Paranaense :
  - Champion de l'État du Paraná en 2005
  - Finaliste de la Copa Libertadores en 2005

- Figueirense :
  - Champion de l'État de Santa Catarina en 2006

- Santos :
  - Champion de l'État de São Paulo en 2007

### Football de plage
- Jeux mondiaux de plage
  - Médaille d'or en 2019.